# Голубая сиалия
Голубая сиалия (лат. Sialia currucoides) — певчая птица семейства дроздовых. Национальная птица американских штатов Айдахо и Невада.

## Описание
Голубая сиалия достигает длины 15,5—18 см и массы от 24 до 37 г; размах крыльев 28—36 см. Клюв тонкий, крылья длинные, заострённые. Оперение самца голубого цвета, брюхо белое. Самка окрашена в серый цвет с голубыми участками на крыльях, хвосте, теле, брюхо белого цвета.

## Распространение
Птица живёт летом на альпийских лугах и в горных ландшафтах на высоте свыше 1500 м на западе Северной Америки, мигрируя зимой на низменность или в Мексику.

## Питание
Голубая сиалия питается насекомыми, которых ловит в полёте, из засады или на земле. Мелкие плоды дополняют питание. Зимой птицы ищут корм стаями.

## Размножение
Самка строит свободное, чашеобразное гнездо из растительного материала в скворечниках или дуплах деревьев. В кладке от 4-х до 6-и яиц. Кладки из 7 яиц встречаются, но редко. Особенно необычны кладки из 2, 3 и 8 яиц.